# Miss Borgoña
Miss Borgoña es un concurso de belleza francés que selecciona a una representante de la región de Borgoña para el concurso nacional Miss Francia. La primera Miss Borgoña fue coronada en 1963, aunque el título no se usó con regularidad hasta 1993.
La actual Miss Borgoña es Clara Diry, quien fue coronada Miss Borgoña 2024 el 13 de octubre de 2024. Tres mujeres de Borgoña han sido coronadas Miss Francia:
- Arlette Collot, quien fue coronada Miss Francia 1964, y luego destronada
- Sonia Rolland, quien fue coronada Miss Francia 2000
- Marine Lorphelin, quien fue coronada Miss Francia 2013

## Resumen de resultados
- Ganadoras de Miss Francia: Arlette Collot (1963; destronada); Sonia Rolland (1999); Marine Lorphelin (2012)
- Primeras finalistas: Maria Dornier (1964); Nathalie Pereira (1993); Lucie Degletagne (2003)
- Terceras finalistas: Célia Jourdheuil (1998); Vicky Michaud (2007); Sophie Diry (2019)
- Cuartas finalistas: Sophie Roger (1994); Lou-Anne Lorphelin (2020)
- Sextas finalistas: Maud Aguilar (1997)
- Top 12/Top 15: Sandrine Caire (1988); Cendrine Laurencin (1992); Angélique Viero (2004); Elodie Paillardin (2011); Marie Reintz (2013); Luna Lacharme (2023)

## Galería

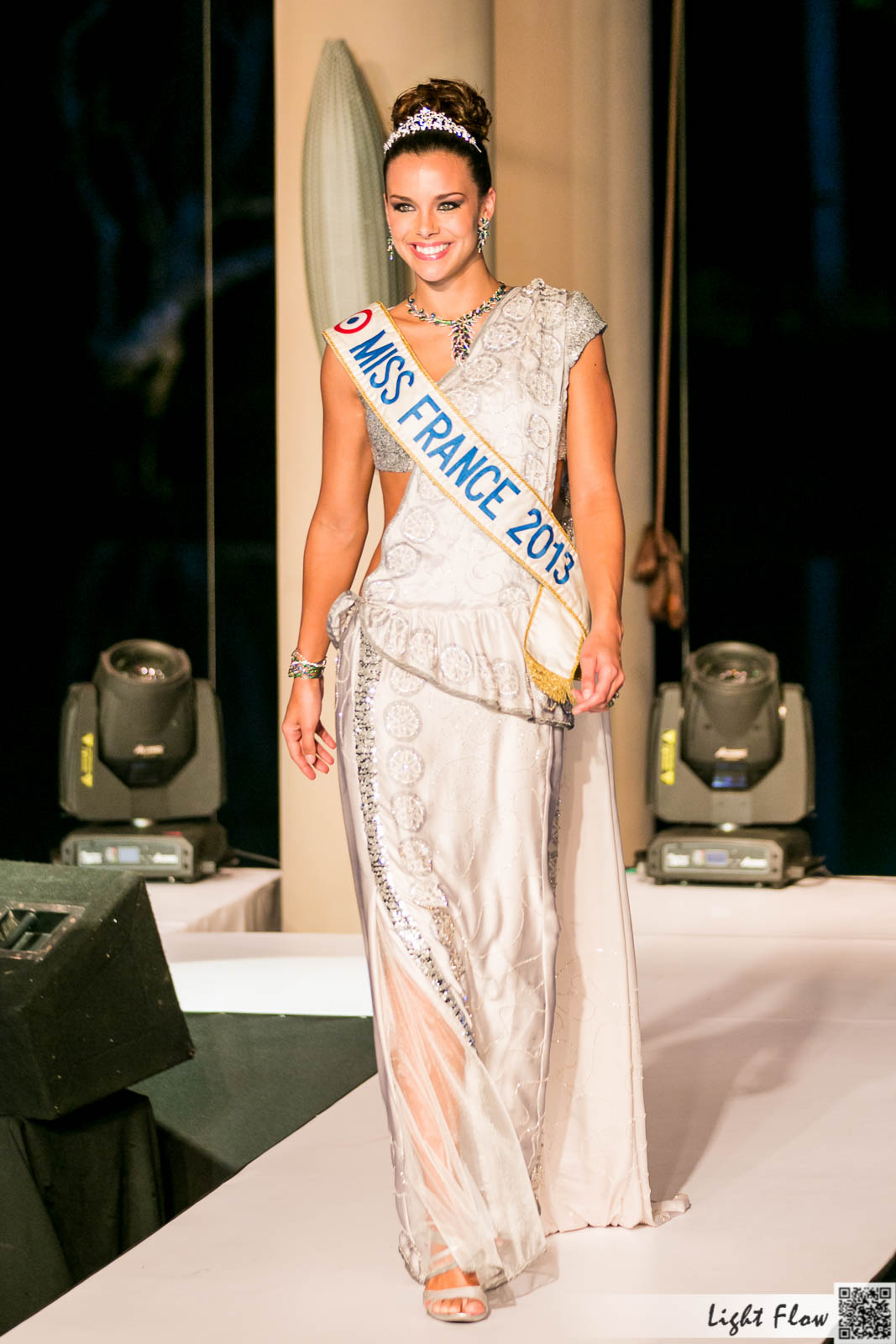
Miss Borgoña 2012 y Miss Francia 2013 Marine Lorphelin
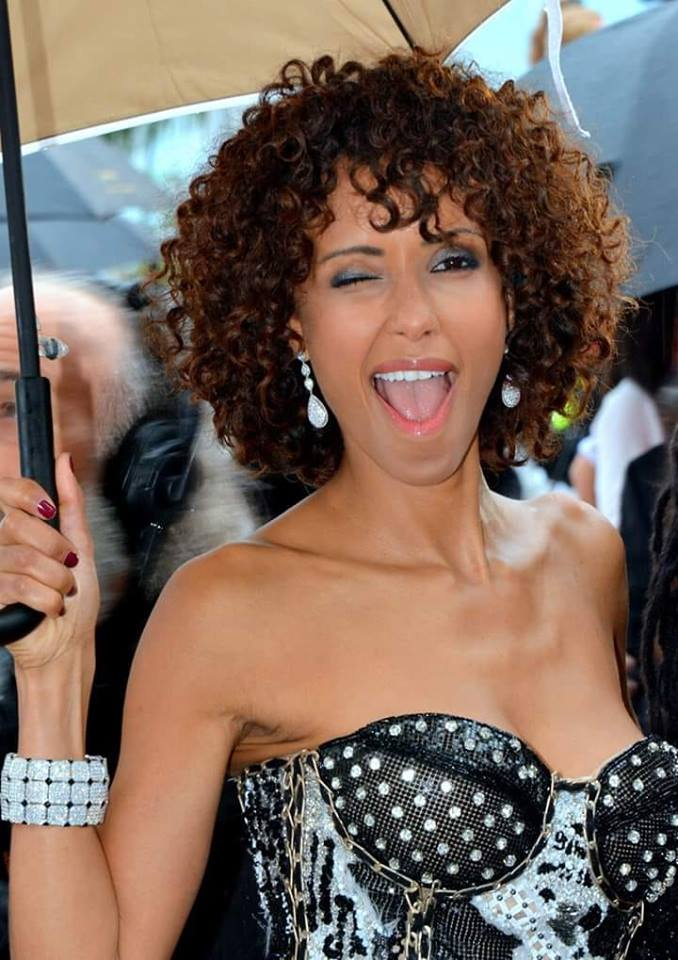
Miss Borgoña 1999 y Miss Francia 2000 Sonia Rolland

## Ganadoras
| Año  | Nombre             | Edad | Altura          | Ciudad natal            | Posición en Miss Francia       | Notas |
| ---- | ------------------ | ---- | --------------- | ----------------------- | ------------------------------ | --- |
| 2024 | Clara Diry         | 21   | 1,72 m (5′ 8″)  | Saint-Agnan             | Top 15 (5.ª finalista)         | Diry es la hermana de Sophie Diry, Miss Borgoña 2019 y tercera finalista de Miss Francia 2020. |
| 2023 | Luna Lacharme      | 18   | 1,75 m (5′ 9″)  | La Chapelle-de-Guinchay | Top 15                         | |
| 2022 | Lara Lebretton     | 23   | 1,76 m (5′ 9″)  | Givry                   |                                | |
| 2021 | Chloé Galissi      | 21   | 1,72 m (5′ 8″)  | Chalon-sur-Saône        |                                | |
| 2020 | Lou-Anne Lorphelin | 23   | 1,71 m (5′ 7″)  | Charnay-lès-Mâcon       | Cuarta finalista               | Lorphelin es la hermana de Marine Lorphelin, Miss Borgoña 2012 y Miss Francia 2013. |
| 2019 | Sophie Diry        | 22   | 1,77 m (5′ 10″) | Saint-Agnan             | Tercera finalista              | |
| 2018 | Coline Touret      | 19   | 1,73 m (5′ 8″)  | Auxerre                 |                                | |
| 2017 | Mélanie Soarès     | 23   | 1,72 m (5′ 8″)  | Nevers                  |                                | |
| 2016 | Naomi Bailly       | 21   | 1,71 m (5′ 7″)  | Dijon                   |                                | |
| 2015 | Jade Vélon         | 21   | 1,75 m (5′ 9″)  | Mâcon                   |                                | |
| 2014 | Janyce Guillot     | 19   | 1,82 m (6′ 0″)  | Bruailles               |                                | |
| 2013 | Marie Reintz       | 22   | 1,79 m (5′ 10″) | Bligny-lès-Beaune       | Top 12                         | |
| 2012 | Marine Lorphelin   | 19   | 1,76 m (5′ 9″)  | Charnay-lès-Mâcon       | Miss Francia 2013              | 1.ª finalista en Miss Mundo 2013. Lorphelin es hermana de Lou-Anne Lorphelin, Miss Borgoña 2020. |
| 2011 | Elodie Paillardin  | 19   | 1,77 m (5′ 10″) | Gevrey-Chambertin       | Top 12                         | |
| 2010 | Alice Detollenaere | 23   | 1,73 m (5′ 8″)  | Chitry-les-Mines        |                                | |
| 2009 | Jenna Tournay      | 19   | 1,75 m (5′ 9″)  | Talant                  |                                | |
| 2008 | Tiphaine Deschamps | 22   | 1,75 m (5′ 9″)  | Chagny                  |                                | |
| 2007 | Vicky Michaud      | 20   | 1,72 m (5′ 8″)  | Bourbon-Lancy           | Tercera finalista              | Compitió en Miss Internacional 2008 |
| 2006 | Cécilia Martin     | 20   | 1,74 m (5′ 9″)  | Chalon-sur-Saône        |                                | |
| 2005 | Delphine Cordier   | 18   | 1,75 m (5′ 9″)  | Marsannay-la-Côte       |                                | |
| 2004 | Angélique Viero    | 23   | 1,77 m (5′ 10″) | Bussy-en-Othe           | Top 12                         | |
| 2003 | Lucie Degletagne   |      |                 | Romanèche-Thorins       | Primera finalista              | Top 15 en Miss Internacional 2004 |
| 2002 | Aurélie Bonin      | 20   | 1,80 m (5′ 11″) | Avallon                 |                                | |
| 2001 | Laure Matioli      |      |                 | Marsannay-le-Bois       |                                | |
| 2000 | Joy Grimal         |      |                 | Dijon                   |                                | |
| 1999 | Sonia Rolland      | 18   | 1,78 m (5′ 10″) | Cluny                   | Miss Francia 2000              | Top 10 en Miss Universo 2000 |
| 1998 | Célia Jourdheuil   |      |                 | Dijon                   | Tercera finalista              | |
| 1997 | Maud Aguilar       |      |                 | Chalon-sur-Saône        | Top 12 (6.ª finalista)         | |
| 1996 | Stéphanie Sevat    |      |                 | Is-sur-Tille            |                                | |
| 1995 | Patricia Fleury    |      |                 | L'Abergement-de-Cuisery |                                | |
| 1994 | Sophie Roger       |      |                 | Cuisery                 | Cuarta finalista               | |
| 1993 | Clarisse Garçonnat |      |                 |                         |                                | Garçonnat fue coronada Miss Pays d'Orthe, en representación del norte de Borgoña y Champaña-Ardenas, mientras que Pereira fue coronada Miss Borgoña, en representación del sur de Borgoña. Pereira se colocó en el Top 14 en Miss Internacional 1994. |
| 1993 | Nathalie Pereira   |      |                 | Genlis                  | Primera finalista              | Garçonnat fue coronada Miss Pays d'Orthe, en representación del norte de Borgoña y Champaña-Ardenas, mientras que Pereira fue coronada Miss Borgoña, en representación del sur de Borgoña. Pereira se colocó en el Top 14 en Miss Internacional 1994. |
| 1992 | Patricia Rousselet |      |                 |                         |                                | Rousselet fue coronada Miss Borgoña del Norte (en francés: Miss Bourgogne-Nord) mientras que Laurencin fue coronada Miss Borgoña del sur (en francés: Miss Bourgogne-Sud).                                                                            |
| 1992 | Cendrine Laurencin |      |                 | Mâcon                   | Top 12                         | Rousselet fue coronada Miss Borgoña del Norte (en francés: Miss Bourgogne-Nord) mientras que Laurencin fue coronada Miss Borgoña del sur (en francés: Miss Bourgogne-Sud).                                                                            |
| 1988 | Sandrine Caire     |      |                 |                         | Top 12                         | Caire fue coronada Miss Borgoña dos años seguidos. |
| 1987 | Sandrine Caire     |      |                 |                         |                                | Caire fue coronada Miss Borgoña dos años seguidos. |
| 1986 | Patricia Verchère  | 18   | 1,78 m (5′ 10″) |                         |                                | |
| 1979 | Nicole Rondière    |      |                 |                         |                                | |
| 1978 | Frédérique Bricage |      |                 |                         |                                | |
| 1972 | Aleth Mosson       |      |                 | Dijon                   |                                | |
| 1964 | Maria Dornier      |      |                 |                         | Primera finalista              | |
| 1963 | Arlette Collot     | 21   |                 | Clomot                  | Miss Francia 1964 (destronada) | Collot fue destronada en agosto de 1964, tras negarse a viajar por Francia como parte de sus funciones oficiales. |